# Ваг
Ваг (словац. Váh; угор. Vág; нім. Waag; пол. Wag), найбільша річка Словаччини, в її західній частині. Ліва притока Дунаю. Утворюється вище села Кральова Легота на висоті 664 м злиттям Чорного Вагу, що починається в Низьких Татрах, і Білого Вагу, що витікає з Високих Татр. Впадає в річку Дунай біля міста Комарно.
Висота устя 106,5 м над морем. Довжина 403 км. Площа водосточища 10 640 км². Витрата води 152 м³ за секунду.

## Притоки
- Ліви притоки: Деменовка, Доманіжанка, Ревуца, Любохнянка, Турець, Райчанка, Нітра, Подградський потік.
- Праві притоки: Бела (Біла), Орава, Варінка, Кисуця, Біла-Вода, Влара, Дубова, Дудваг, Малий Дунай.

Річка має канали та водосховища: Чорний Ваг, Ліптовська Мара, Бешеньова, Крпелани, Жиліна, Грічов, Носиці, Слнява, Мадуніце, Кральова, Селіце. На річці 16 електричний станцій (перші збудовані у 1930-х рр.). Головна автодорога і залізниця Словаччини розташовані вздовж річки Ваг.
Міста над річкою Ваг: Ліптовський Градок, Ліптовський Мікулаш, Ружомберок, Врутки, Жиліна, Битча, Повазька Бистриця, Пухов, Ілава, Дубниця-над-Вагом, Немшова, Тренчин, Нове Место-над-Вагом, П'єштяни, Глоговец, Середь, Шаля, Коларово, Комарно.